# Phil Vassar

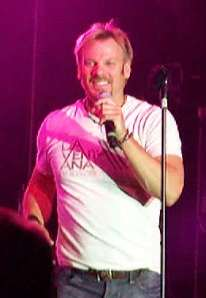
Phil Vassar 2007

Phil Vassar (* 28. Mai 1964 in Lynchburg, Virginia) ist ein US-amerikanischer Country-Sänger und -Songschreiber. Seine größten Erfolge als Sänger waren Just Another Day in Paradise im Jahr 2000 und In a Real Love 2004.

## Karriere
Phil Vassar wuchs als Sohn eines Steakhouse-Besitzers in Lynchburg, Virginia auf. Er erhielt ein Stipendium an der James Madison University, wo er zunächst ein BWL-Studium abschloss, während er in seiner Freizeit Klavier spielte und in Clubs als Sänger auftrat.
Nach dem Studium zog Vassar nach Nashville, wo er 1995 zusammen mit einem Freund in einem Vorort ein italienisches Restaurant namens Nathan’s eröffnete, in dem regelmäßig Livemusik geboten wurde. Vassar trat in seinem Restaurant auch selbst auf und sang eigene und Coversongs. Dabei hörte ihn der Sohn des Sängers Engelbert, der seinem Vater ein Demoband von Vassar gab. 1996 nahm Engelbert Vassars Song Once in a While auf; kurze Zeit später konnte Vassar einen Vertrag als Songschreiber bei EMI unterzeichnen. In der Folgezeit schrieb Vassar Charthits für diverse Kollegen wie Tim McGraw (For a Little While, My Next Thirty Years), Jo Dee Messina (Bye, Bye, I’m Alright), Collin Raye (Little Red Rodeo) und Alan Jackson (Right on the Money).
1998 erhielt Vassar einen Plattenvertrag als Sänger bei Arista Nashville. 1999 wurde er von der ASCAP als „Country Songwriter of the Year“ ausgezeichnet. Sein im Frühjahr 2000 veröffentlichtes Debütalbum Phil Vassar enthielt ausschließlich eigenes Material; davon konnten sich fünf Songs in den Top 20 der US-amerikanischen Country-Charts platzieren, darunter der Nr.-1-Hit Just Another Day in Paradise.
2002 folgte das Album American Child, 2004 Shaken Not Stirred (mit dem Nr.-1-Hit In a Real Love) und 2006 Greatest Hits, Vol. 1. Vassars wechselte dann das Label; sein nächstes Album Prayer of a Common Man wurde 2008 bei Universal South Records veröffentlicht.

## Privatleben
Von 2002 bis 2007 war Vassar mit Julie Wood verheiratet, die bei einigen seiner Songs als Co-Autorin mitgewirkt hatte. Sie ist die Schwester von Country-Sänger Jeff Wood, der ebenfalls mit Vassar zusammen Songs für dessen Alben geschrieben hat. Vassar hat zwei Töchter.

## Diskografie

### Alben
| Jahr | Titel                  | Höchstplatzierung, Gesamtwochen, AuszeichnungChartplatzierungen (Jahr, Titel, Platzierungen, Wochen, Auszeichnungen, Anmerkungen) | Höchstplatzierung, Gesamtwochen, AuszeichnungChartplatzierungen (Jahr, Titel, Platzierungen, Wochen, Auszeichnungen, Anmerkungen) | Anmerkungen |
| Jahr | Titel                  | US | Country | Anmerkungen |
| ---- | ---------------------- | --- | --- | ----------- |
| 2000 | Phil Vassar            | US— GoldUS | Country23 (104 Wo.)Country |             |
| 2002 | American Child         | US44 (3 Wo.)US | Country4 (43 Wo.)Country |             |
| 2004 | Shaken Not Stirred     | US69 (3 Wo.)US | Country10 (51 Wo.)Country |             |
| 2006 | Greatest Hits, Vol. 1  | US10 (19 Wo.)US | Country2 (40 Wo.)Country |             |
| 2008 | Prayer of a Common Man | US10 (7 Wo.)US | Country3 (26 Wo.)Country |             |
| 2009 | Traveling Circus       | US198 (1 Wo.)US | Country29 (7 Wo.)Country |             |

### Singles
| Jahr | Titel Album                                                   | Höchstplatzierung, Gesamtwochen, AuszeichnungChartplatzierungen (Jahr, Titel, Album, Platzierungen, Wochen, Auszeichnungen, Anmerkungen) | Höchstplatzierung, Gesamtwochen, AuszeichnungChartplatzierungen (Jahr, Titel, Album, Platzierungen, Wochen, Auszeichnungen, Anmerkungen) | Anmerkungen |
| Jahr | Titel Album                                                   | US | Country | Anmerkungen |
| ---- | ------------------------------------------------------------- | --- | --- | ----------- |
| 1999 | Carlene Phil Vassar                                           | US45 (20 Wo.)US | Country5 (34 Wo.)Country |             |
| 2000 | Just Another Day in Paradise Phil Vassar                      | US35 (20 Wo.)US | Country1 (34 Wo.)Country |             |
| 2001 | Rose Bouquet Phil Vassar                                      | US78 (4 Wo.)US | Country16 (20 Wo.)Country |             |
| 2001 | Six-Pack Summer Phil Vassar                                   | US56 (10 Wo.)US | Country9 (20 Wo.)Country |             |
| 2002 | That’s When I Love You Phil Vassar                            | US37 (20 Wo.)US | Country3 (32 Wo.)Country |             |
| 2002 | American Child                                                | US48 (15 Wo.)US | Country5 (29 Wo.)Country |             |
| 2003 | This Is God American Child                                    | — | Country17 (19 Wo.)Country |             |
| 2003 | Ultimate Love American Child                                  | — | Country41 (8 Wo.)Country |             |
| 2004 | In a Real Love Shaken Not Stirred                             | US38 (20 Wo.)US | Country1 (32 Wo.)Country |             |
| 2005 | I’ll Take That as a Yes (The Hot Tub Song) Shaken Not Stirred | US89 (5 Wo.)US | Country17 (26 Wo.)Country |             |
| 2005 | Good Ole Days Shaken Not Stirred                              | — | Country22 (20 Wo.)Country |             |
| 2006 | Last Day of My Life Greatest Hits, Vol. 1                     | US47 (14 Wo.)US | Country2 (26 Wo.)Country |             |
| 2006 | The Woman in My Life Greatest Hits, Vol. 1                    | — | Country20 (24 Wo.)Country |             |
| 2007 | This Is My Life Prayer Of A Common Man                        | — | Country35 (17 Wo.)Country |             |
| 2007 | Love Is a Beautiful Thing Prayer of a Common Man              | US48 (17 Wo.)US | Country2 (31 Wo.)Country |             |
| 2008 | I Would Prayer of a Common Man                                | — | Country26 (20 Wo.)Country |             |
| 2009 | Prayer of a Common Man                                        | — | Country53 (7 Wo.)Country |             |
| 2009 | Bobbi with an I Traveling Circus                              | — | Country46 (8 Wo.)Country |             |
| 2009 | Everywhere I Go Traveling Circus                              | — | Country36 (19 Wo.)Country |             |
| 2011 | Let’s Get Together –                                          | — | Country36 (20 Wo.)Country |             |
| 2012 | Don’t Miss Your Life –                                        | — | Country32 (25 Wo.)Country |             |